# Bahamas (Ritmo Tribale)
Bahamas è il settimo album del gruppo italiano Ritmo Tribale, uscito nel 1999.

## Il disco
È il primo disco dopo l'uscita di Edda. Il ruolo di cantante viene ricoperto da Andrea Scaglia.
Il disco è caratterizzato da un approccio più melodico e apparentemente rallentato rispetto ai lavori passati. In questo disco i Ritmo Tribale sono capaci di creare un'atmosfera in cui il sottile equilibrio tra chitarre, campionamenti e voce viene destabilizzato dalla naturale irruenza della band.

## Tracce
1. 2000
2. Lumina
3. Musica
4. Dipendenza
5. Il Centro
6. Violento
7. Diamante
8. Meno Nove
9. Convalescente
10. Bahamas
11. Senza Limiti (bonus track)

## Formazione
- Andrea Scaglia - voce, chitarra
- Fabrizio Rioda - chitarra, cori
- Andrea "Briegel" Filipazzi - basso
- Luca "Talia" Accardi - tastiere
- Alex Marcheschi - batteria